# آسان‌ترین راه (فیلم ۱۹۱۷)
آسان‌ترین راه (انگلیسی: The Easiest Way) فیلمی در ژانر صامت به کارگردانی آلبر کاپلانی است که در سال ۱۹۱۷ منتشر شد. فیلمنامه این فیلم اقتباسی از نمایش‌نامه آسان‌ترین راه (۱۹۰۹) اثر یوجین والتر بود. از بازیگران آن می‌توان به کلارا کیمبل یانگ اشاره کرد. مشخص نیست که نسخه‌ای از این فیلم وجود دارد یا یک فیلم گمشده است.